# Ultra Density Optical
Ultra Density Optical (UDO) — формат оптического диска для хранения видео высокой чёткости, предложенный в 2000 году.
UDO представляет собой картридж 5,25” с оптическим диском внутри. Для записи может использоваться как красный лазер (650 нм), так и сине-фиолетовый (405 нм).
Накопители созданы на базе технологии UDO (Ultra Density Optical), которая является собственной разработкой компании Plasmon и основывается на ультраплотной записи голубым лазером. При записи используется эффект фазового перехода вещества (PCM).
UDO-библиотеки могут служить в PACS-системах архивом медицинских изображений определённой давности (от 1 до 5 лет) для последующего сравнительного анализа с текущими диагностическими данными.

## История
Разработка UDO началась в июне 2000, а уже в ноябре 2000 года Sony анонсировала первую версию формата, на дисках могло хранится до 30 ГБ. Разработкой формата занимаются такие компании, как Sony, Hewlett-Packard, Verbatim и др. 
В 2007 году был введен формат UDO2, увеличивший ёмкость до 60 ГБ.